# 타이코 인터내셔널
타이코 인터내셔널 주식회사(Tyco International Ltd.)는 보안 시스템 개발용 회사이다.